# Tendais
Tendais is een plaats (freguesia) in de Portugese gemeente Cinfães en telt 894 inwoners (2001).